# 34589 Sarahadamo
34589 Sarahadamo è un asteroide della fascia principale. Scoperto nel 2000, presenta un'orbita caratterizzata da un semiasse maggiore pari a 2,7150213 au e da un'eccentricità di 0,0274667, inclinata di 3,78261° rispetto all'eclittica.